# Arådalens naturreservat
Arådalens naturreservat är ett naturreservat i Bergs kommun i Jämtlands län.
Området är naturskyddat sedan 2005 och är 114 kvadratkilometer stort. Reservatet omfattar dalen Arådalen söder om Oviksfjällen och  består av våtmarker, fjällbjörkskog, fjällblandskog och granskog. 